# Hulihalli, Ranibennur
Hulihalli là một làng thuộc tehsil Ranibennur, huyện Haveri, bang Karnataka, Ấn Độ.